# 2007
2007 fou un any normal, començat en diumenge segons el calendari gregorià.

## Esdeveniments

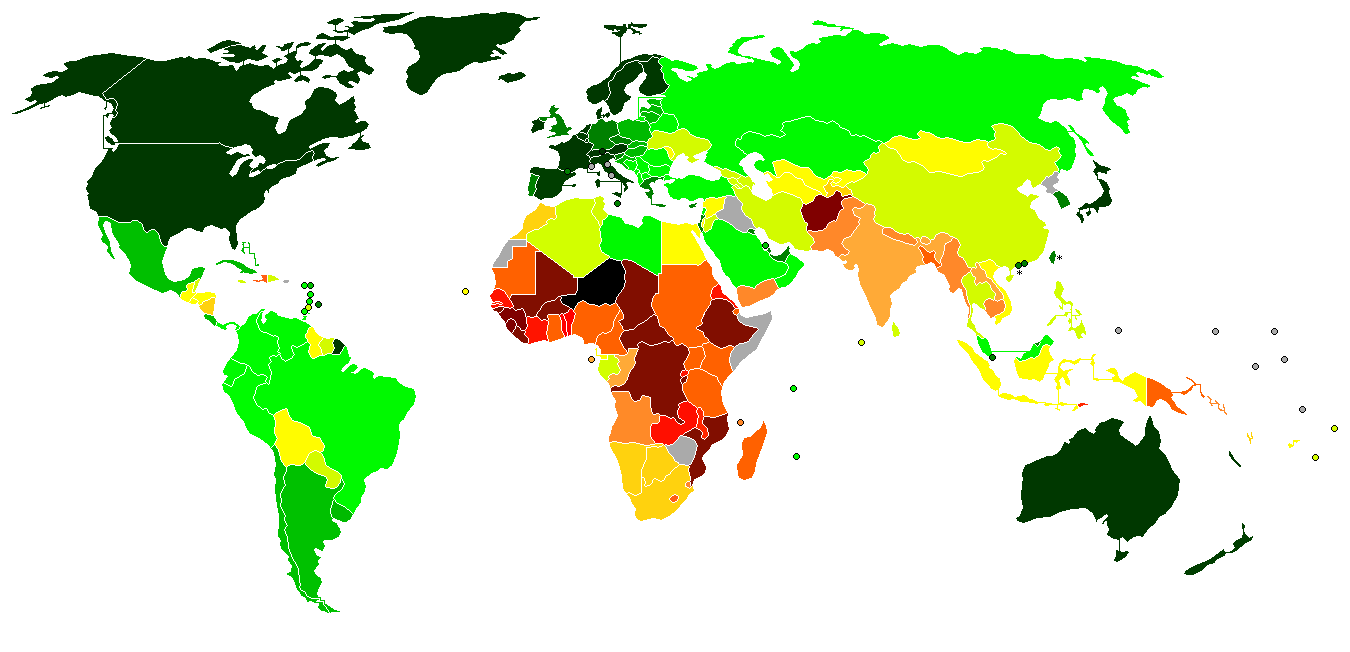
Mapa del món indicant l'Índex de Desenvolupament Humà al 2012 (informe del 2009)

La llibertat al món el 2007 segons la Freedom House
Lliure
Parcialment lliure
No lliure

| 0,950 i per sobre 0,900–0,949 0,850–0,899 0,800–0,849 0,750–0,799 | 0,700–0,749 0,650–0,699 0,600–0,649 0,550–0,599 0,500–0,549 | 0,450–0,499 0,400–0,449 0,350–0,399 per sota de 0,350 Dades no disponibles |

### Països Catalans
Gener
- Gener, Barcelona: Tancament de la revista Més Ciutat.
- 1 de gener, Lleida: La ciutat esdevé nova capital de la cultura catalana en substitució d'Amposta.
- 4 de gener: Viquipèdia en català arriba als 50.000 articles.[1]
- 21 de gener, Palma: Inauguració del Parc de la Riera.
- 26 de gener: Es funda Compromís pel País Valencià.
- 8 d'octubre: surt a la venda Change, un disc del grup Sugababes

Febrer
- 2 de febrer, Palma: presentació de la capella de Sant Pere de la Seu de Mallorca, reformada per Miquel Barceló.[2]
- 11 de febrer, Vielha, Vall d'Aran: esfondrament d'una secció de la cara nord del túnel de Vielha, són 100m.
- 16 de febrer, Vielha, Vall d'Aran: Es reobre el túnel de vielha després de 5 dies tancat per un esfondrament, només s'hi permet el pas als cotxes, motos i autocars, es preveu que aviat, s'obri per als vehicles articulats.
- 20 de febrer: S'inaugura oficialment el teatre Kursaal de Manresa.
- 23 de febrer: S'estrena L'Inauguraal, l'espectacle inaugural del teatre Kursaal de Manresa, dirigit per Montse Colomé. Se'n fan noves funcions els dies 24 i 25 de febrer.

Març
- 3 de març, Barberà del Vallès: S'inaugura el Teatre Municipal Cooperativa, amb una capacitat de 480 espectadors.[3]
- 16 de març, País Valencià: La Generalitat Valenciana vol tallar les emissions en digital de TV3 en aquesta comunitat, després del tancament de les emissions analògiques de la Corporació Catalana de Ràdio i Televisió.
- 17 de març, Palma, Illes Balears: 50 000 manifestants demanen en aquesta ciutat un canvi en les polítiques de protecció del territori.
- 18 de març, Barcelona: Jordi Barbeta i Sánchez, periodista, denuncia coaccions d'Antonio Bolaño, director de Comunicació de la Presidència de la Generalitat, per publicar les al·legacions dels advocats de l'Estat al recurs del PP contra l'Estatut de Catalunya.
- Vilanova i la Geltrú, Garraf: el Vilanova L'Ull Blau guanya la Copa de la CERS al derrotar el SC Candelária portuguès per 4 gols a 2.
- 21 de març, València: La jutge arxiva la causa de l'accident de metro a València del 2006 al·legant la mort del conductor, l'excés de velocitat i la manca de proves pericials que senyalaren errades tècniques a les vies i a les màquines.
- 23 de març, Verges, Baix Empordà: el cantautor Lluís Llach realitza el primer dels seus concerts de comiat damunt dels escenaris després de 40 anys de trajectòria artística.

Abril
- 18 d'abril, Països Catalans: Obrint Pas treu el seu sisè disc, Benvingut al paradís
- 20 d'abril, Palma: Es reinaugura el Teatre Principal, després de sis anys de reformes, amb un concert de Mstislav Rostropóvitx.
- 21 d'abril, Reus: S'estrena oficialment la Víbria de Reus, una nova bèstia de foc per a la festa.
- 25 d'abril, Països Catalans: Es compleixen 300 anys de la batalla d'Almansa
- 25 d'abril: Palma: S'inaugurarà la primera línia del metro de la ciutat.[4]

Maig
- 5 de maig, València: Manifestació multitudinària de més de 70.000 persones (segons l'organitzadora ACPV) per commemorar els 300 anys de la desfeta d'Almansa i en defensa del País Valencià i el dret a l'autodeterminació.
- 24 de maig - La selecció catalana de twirling és acceptada com a membre de ple dret de la Confederació Europea de Twirling Baton (CETB) per a poder competir oficialment a nivell internacional.

Juny
- 17 de juny - El Barça perd la lliga.

Juliol
- 19 de juliol: Josep Piqué deixa el Partit Popular de Catalunya.
- 23 de juliol, Barcelona: Gran apagada de Barcelona. Més de 350.000 llars es queden sense llum a Barcelona durant uns 4 dies, a causa d'una cadena d'accidents, agreujats per la desastrosa manca d'inversions, tant de Red Eléctrica de España com d'Endesa. L'avaria no se solucionarà fins al cap d'un o dos mesos, temps durant el qual moltes zones de la ciutat conviuran amb la presència d'enormes generadors dièsel per poder disposar d'electricitat.

Agost
- 1 d'agost, València: Comença la construcció del Nou Mestalla, que serà l'estadi on jugarà els seus partits el València CF a partir de maig de 2009.

Desembre
- 10 de desembre: El Departament dels Pirineus Orientals hi oficialitza el català.

Data desconeguda
- Illes Balears: Entrarà en vigor el nou Estatut d'Autonomia.
- Es funda el Rajyadhikara Party

### Resta del món
Gener
- 1 de gener:
  - Unió Europea: Ampliació de la Unió Europea de 2007: Romania i Bulgària entren a la Unió, la presidència de la Unió passa a mans d'Alemanya i l'irlandès n'esdevé una de les llengües oficials.
  - Eslovènia: el país adopta l'euro com a moneda oficial, en substitució del tolar.[5]
  - Nova York, EUA: Ban Ki-moon pren possessió del càrrec de Secretari General de les Nacions Unides en substitució de Kofi Annan.
  - Brasil: Luiz Inácio Lula da Silva inicia el seu segon mandat com a President del Brasil.
  - Indonèsia: S'estavella un avió comercial amb 102 passatgers a bord.
- 11 de gener:
  - Viena, Àustria: Alfred Gusenbauer és nomenat Canceller d'Àustria després de la victòria del seu partit, l'SPÖ en les eleccions legislatives de l'1 d'octubre de 2006, és un govern de coalició amb l'ÖVP.
  - Etiòpia: es condemna a l'expresident etíop, Mengistu Hailé Mariam a cadena perpètua.
- 14 de gener, Versalles, França: Nicolas Sarkozy és proclamat candidat de l'UMP per a les eleccions presidencials franceses de 2007.
- 15 de gener, Madrid, Espanya: José Luis Rodríguez Zapatero compareix al Congrés dels Diputats per donar explicacions sobre l'Atemptat de la Terminal 4 de Barajas.
- 16 de gener, Estrasburg, França: Hans-Gert Pöttering, PPE) substitueix Josep Borrell Fontelles, PSE) a la presidència del Parlament Europeu.
- 18 de gener, Europa: l'huracà Kyrill causa greus danys materials i personals en diversos estats.[6]
- 21 de gener, Sèrbia: s'hi celebren eleccions legislatives, que són guanyades pel Partit Radical, però els europeistes reformistes podran formar govern.[7]
- 25 de gener, Gàmbia: eleccions legislatives, en les quals l'APRC (que ja estava al poder), obté la majoria absoluta.[8]
- 29 de gener, Unió Africana: es reuneix a Addis Abeba per tractar les crisis del Darfur i de Somàlia. Ghana passa a presidir la Unió Africana.

Febrer
- 11 de febrer, Portugal: Referèndum sobre l'avortament, en el qual guanya el sí a la despenalització d'aquesta durant les 10 primeres setmanes de gestació.[9]
- 15 de febrer, Madrid, Espanya: Comença el judici pels atemptats de l'11-M.
- 17 de febrer, Lesotho: Eleccions legislatives, en les quals l'LCD (Congrés de Lesotho per la Democràcia) obté 61 de 80 escons.
- 18 de febrer, Andalusia: Se celebra el Referèndum de ratificació del nou Estatut d'Autonomia.
- 21 de febrer, Roma, Itàlia: Dimiteix el primer ministre Romano Prodi pel fracàs de la votació al senat italià sobre pla de política exterior a l'Afganistan. El President de la República, Giorgio Napolitano agafa el govern provisionalment.
- 25 de febrer:
  - Roma, Itàlia: Romano Prodi torna a ser Primer Ministre després del suport dels seus partidaris, i del President de la República, Giorgio Napolitano.
  - Senegal: Eleccions presidencials. Abdoulaye Wade és reelegit president amb un 55,7% dels vots.

Març
- 6 de març, Somàlia: Inici del desplegament de la Missió de la Unió Africana a Somàlia (Amisom).
- 18 de març, Melbourne, Austràlia: Comença la temporada 2007 de Fórmula 1.
- 19 de març, Eclipsi solar parcial.
- 20 de març - Es llança l'àlbum d'Elton John Captain Fantastic and the Kid.[10]
- 25 de març, Mauritània: Eleccions presidencials, que guany l'exministre Sidi Uld Cheickh Abdallahi amb un 52,8% dels vots.
- 31 de març, Benín: Eleccions legislatives. El vencedor és la coalició Força Caurí per un Benín Emergent, amb 53 d'un total de 83 escons.

Abril
- 3 d'abril: Una unitat V-150 (de dos pisos) del TGV arriba als 574 km/h en un tram de la línia París-Estrasburg, batent el rècord de velocitat sobre rail establert l'any 1990 per un altre comboi francès.[11]
- 11 d'abril: Al-Qaida perpetra dos atemptats a Alger, Algèria), causant 24 morts i 222 ferits.[12]
- 16 d'abril, Blacksburg, Virgínia, EUA: Tiroteig a la Universitat Politècnica de Virgínia, amb el resultat de 34 morts. És la major massacre que mai s'ha portat a terme en un centre educatiu estatunidenc.[13]
- 21 d'abril, Nigèria: Eleccions presidencials, que guanya Umaru Yar Adua (del Partit Democràtic del Poble - PDP), amb un 70% dels vots. També hi ha eleccions legislatives. El guanyador és el Partit Democràtic del Poble.
- 22 d'abril, França: Primera volta de les Eleccions a la Presidència de la República, Nicolas Sarkozy i Ségolène Royal passen a la segona volta.
- 29 d'abril, Mali: Eleccions presidencials. Es reelegeix a Amadou Toumani Touré amb el 71,2% dels vots.[14]

Maig
- 3 de maig, Escòcia: Eleccions municipals i al Parlament escocès, victòria del Partit Nacional Escocès per 47 escons contra els 46 escons del Partit Laborista, i 17 del Partit Conservador, 16 dels Liberals demòcrates i 2 dels verds.[15]
- 6 de maig:
  - França: Segona volta de les eleccions a la presidència de la república, victòria de Nicolas Sarkozy (UMP) per 53,06% contra Ségolène Royal (Partit Socialista) amb un 46,94%.
  - Burkina Faso: Eleccions legislatives, en les quals el Congrés per la Democràcia i el Progrés (CDP) va guanyar, obtenint 73 escons.[16]
- 13 de maig, Seychelles: Eleccions legislatives, que guanya per majoria absoluta el Front Progressista Popular de Seychelles (FPPS).
- 16 de maig:
  - París, França: Nicolas Sarkozy és investit com a 23è President de la República Francesa, succeint a Jacques Chirac.
  - Estadi Hampden Park, Glasgow, Escòcia: Final de la Copa de la UEFA, RCD Espanyol, Sevilla Fútbol Club), guanya el segon per 3 gols a 1 (en penals).
- 17 de maig: 
  - L'Assemblea General de les Nacions Unides va proclamar el 2008 Any Internacional dels Idiomes per tal de fomentar el multilingüisme, la unitat i la comprensió internacional.[17]
  - Algèria: eleccions legislatives, que guanya per majoria absoluta el partit del president Abdelaziz Buteflika, l'FLN.[18]
- 23 de maig, Atenes, Grècia: L'AC Milan guanya la final de la Lliga de Campions de la UEFA 2006-07, que per 2 gols a 1 contra el Liverpool FC.
- 27 de maig, Espanya: Eleccions municipals i autonòmiques (excepte als parlaments autonòmics d'Andalusia, Galícia, País Basc i Catalunya). Guanya el PP en vots, però el PSOE en regidors.
- 31 de maig, Níger: cau el Govern del primer ministre Hama Amadou per una moció de censura al Parlament.

Juny
- 6 de juny: ETA dona per finalitzat l'alto el foc.
- 10 de juny i 17 de juny, França: s'hi celebren eleccions legislatives. Guanyen el conservadors de la UMP i obtenen 313 diputats, els Socialistes n'obtenen 186. En les aliances, torna a guanyar la "Majoria Presidencial" (dreta) per 345 contra l'"Esquerra Unida" amb 227.
- 10 de juny, Bèlgica: se celebraren les Eleccions legislatives belgues de 2007, guanyen dels democristians de la Christen-Democratisch en Vlaams.[19]
- 18 de juny, Marroc, Sàhara Occidental: reunió a Nova York, mitjançada per l'ONU entre el Govern del Marroc i el Front Polisario per parlar de la sobirania del territori.
- 27 de juny, Regne Unit: el Primer Ministre Tony Blair dimiteix, Gordon Brown és nomenat nou primer ministre.

Juliol
- 1 de juliol, Portugal: el país començà la seva presidència de torn de la Unió Europea, Luís Amado succeeix a Frank-Walter Steinmeier, Alemanya).
- 2 de juliol, Marib, Iemen: un atac contra turistes al Iemen causa set mort entre un grup de turistes que visiten el temple de la reina de Saba.[20]
- 16 de juliol, prefectura de Niigata, Honshu, Japó: Terratrèmol del 2007 a Chuetsu-oki de 6,8 en l'escala de Richter.
- 17 de juliol, Rio de Janeiro, Brasil: un avió de la companyia Transports Aeris Marília (TAM) té un accident en aterrar a l'Aeroport Congonhas-São Paulo, hi moren 176 persones.[21]
- 19 de juliol, Índia: eleccions presidencials a l'Índia. Guanya Pratibha Patil del Congrés Nacional Indi (primera dona presidenta del país) contra el conservador Bhairon Singh Shekhawat.
- 22 de juliol: 
  - Mali: eleccions legislatives, que guanya el partit del president Amadou Toumani Touré, l'ADP.[22]
  - Camerun: Eleccions legislatives, en les quals guanya la Reunió Democràtica del Poble Camerunès, del president Paul Biya.[23]
- 23 de juliol, Barcelona: La Gran apagada de Barcelona deixà és de 350.000 llars es queden sense llum a Barcelona durant uns 4 dies, a causa d'una cadena d'accidents, agreujats per la desastrosa manca d'inversions, tant de Red Eléctrica de España com d'Endesa. L'avaria no se solucionà fins al cap d'un o dos mesos, temps durant el qual moltes zones de la ciutat conviuran amb la presència d'enormes generadors dièsel per poder disposar d'electricitat.
- 24 de juliol: Es funda l'organització esportiva Moviment per un ciclisme creïble.

Setembre
- 7 de setembre, Marroc: eleccions al Parlament del Marroc de 2007, que guanya el partit nacionalista Istiqlal.[24]
- 8 de setembre, Sierra Leone: Segona volta de les eleccions presidencials, que guanya l'opositor Ernest Bai Koroma, del Congrés de Tot el Poble (APC).
- 13 de setembre: Josu Jon Imaz dimiteix com a cap del Partit Nacionalista Basc.
- 20 de setembre: S'inicia el Fòrum Universal de les Cultures a la ciutat mexicana de Monterrey.
- 23 de setembre, Madagascar: Eleccions legislatives que guanya el partit del president Marc Ravalomana, el TIM.
- 30 de setembre, Múnic, Alemanya: El primer ministre bavarès, Edmund Stoiber, CSU, deixarà el seu càrrec.[25]

Octubre
- 8 d'octubre: República Democràtica del Congo: Tornen a començar els combats al nord de Kivu, promoguts per les milícies del general Laurent Nkunda en el conflicte de Kivu.[26]
- 9 d'octubre: Etiòpia: Eleccions presidencials, que guanya el ja president Girma Wolde-Giorgis.[27]
- 25 d'octubre: Txad: Firma d'un acord d'auto-el-foc entre el govern i tres formacions opositores a l'exili.[28]
- 14 d'octubre: Togo: Eleccions legislatives, que guanya el partit del president, Faure Gnassingbé, l'Agrupació del Poble Togolès (APT).

Novembre
- 5 de novembre, Espanya, Marroc: La visita del rei Joan Carles I a Ceuta i Melilla desferma el conflicte diplomàtic entre Espanya i Marroc de 2007

Desembre
- 8 de desembre, Unió Europea, Àfrica. Inici de la cimera de Lisboa per estrènyer els llaços comercials.
- 21 de desembre, Txèquia, Estònia, Hongria, Letònia, Lituània, Malta, Polònia, Eslovàquia i Eslovènia s'uneixen al Tractat de Schengen.

Sense data concreta
- El segell discogràfic Dance Nation publica el seu primer disc
- Es funda l'empresa Armedangels
- S'estrena la pel·lícula Bikur Ha-Tizmoret
- Es comença a publicar el manga Bloody Cross
- Elizabeth Hight assumeix el càrrec de vicedirectora de DISA
- Matrimoni objectosexual de Erika Eiffel amb la torre Eiffel

### Premis Nobel
| Camp                  | Guardonats                                                  |
| --------------------- | ----------------------------------------------------------- |
| Física                | - Albert Fert - Peter Grünberg                              |
| Química               | - Gerhard Ertl                                              |
| Medicina o Fisiologia | - Mario Capecchi - Martin Evans - Oliver Smithies           |
| Literatura            | - Doris Lessing                                             |
| Pau                   | - Grup Intergovernamental sobre el Canvi Climàtic - Al Gore |
| Economia              | - Leonid Hurwicz - Erik Maskin - Roger Myerson              |

## Naixements
Les persones nascudes el 2007 faran 18 anys durant el 2025.
- 28 de febrer, Rabat, Marroc: Lalla Khadija, príncesa del Marroc, filla del rei Mohammed VI i de la princesa Lalla Salma.[29]
- 29 d'abril, Madrid, Espanya: Sofia de Borbó i Ortiz segona filla dels prínceps de Girona.
- 25 de març, Picayune, EUA: Cailey Fleming, Actriu nord-americana

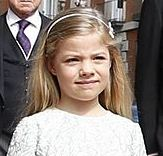
Sofia de Borbó

## Necrològiques
Països Catalans
- 4 de gener, Girona: Carles Fontserè i Carrió, cartellista de la II República espanyola (90 anys).
- 17 de gener, Barcelona: Joan Vilacasas, pintor, gravador, ceramista, escriptor i col·leccionista català.
- 22 de gener, Barcelona: Amàlia Tineo i Gil, intel·lectual, filòsofa i professora catalana.[30][31]
- 30 de gener, Miramar, Safor: Joan Pellicer, metge i etnobotànic valencià, va ser trobat mort uns dies després (n. 1947).
- 18 de febrer, Barcelona: Rosa Granés i Noguer, bibliotecària catalana (n. 1913).[32]
- 3 de març, Figueres: Glòria Compte i Massachs, metgessa pediatra (n. 1953).[33]
- 19 de març, Mèxic: Josefina Oliva Teixell, geògrafa, arqueòloga i historiadora catalana, exiliada i nacionalitzada a Mèxic (n. 1912).[34]
- 24 de març
  - Barcelona: Albert Taulé i Viñas, sacerdot i músic català (n. 1932).
  - Barcelona: Josep Maria Huertas Claveria, escriptor i periodista català (n. 1939).
- 25 d'abril, Barcelona: Tomasa Cuevas Gutiérrez, militant comunista espanyola (n. 1917).[35]
- 11 de maig, Montevideo, Urugay: Olimpia Torres Piña, pintora, dibuixant i muralista uruguaiana d'origen català (n. 1911).[36]
- 19 de maig, Hondarribia: Genoveva –Eva– Forest i Tarrat, escriptora i editora d'origen català (n. 1928).[37]
- 27 de maig, Barcelona: Josep Maria Puig Salellas, notari català (n. 1924).[38]
- 28 de maig - Barcelona: Eduard Pons Prades, Floreado Barcino, historiador i escriptor català (n. 1920).
- 31 de maig, Barcelona: Isabel de Pomés, actriu catalana molt popular al cinema espanyol dels anys quaranta (n. 1924).[39]
- 12 de juny, Barcelona: Dolors Vives i Rodon, pilot catalana, pionera de l'aviació durant la 2a República, i professora de piano (n. 1909).[40]
- 31 de juliol, Cambridge: Norman Rufus Colin Cohn, acadèmic
- 3 d'agost, Barcelona: Maria Antònia Simó i Andreu, alpinista catalana, una de les primeres escaladores del país (n. 1915).[41]
- 7 d'agost, Sabadell: Ramon Noè i Hierro, dibuixant i pintor català.
- 8 d'agost, 
  - Barcelona: Pepita Casanellas, pedagoga catalana del barri de La Marina de Sants de Barcelona (n. 1922).[42]
  - Castelldefels, Baix Llobregat: Nicolau Casaus, executiu català, dirigent esportiu del FC Barcelona.
- 11 d'agost, Ogassa, Ripollès: Lluís Maria Xirinacs i Damians, polític pacifista, doctor en filosofia i sacerdot català (n. 1932).
- 19 d'agost, Castelló de la Plana: Piedad Ortells Agut, advocada i política valenciana, que fou diputada a Corts (n. 1921).[43]
- 27 d'agost, Castelló de la Plana: Palmira Pla Pechovierto, pedagoga i mestra aragonesa (n. 1914).[44]
- 29 d'agost, Barcelona, Barcelonès: Rosalia Guilleumas i Brosa, filòloga i directora de biblioteques catalana.[45]
- 15 de setembre, Banyuls de la Marenda: Antònia Adroher i Pascual, mestra i activista política catalana fundadora del POUM.[46]
- 18 de setembre, Terrassa: Francisca Redondo Cubero, activista i política terrassenca (n.1915).[47]
- 5 d'octubre, València, l'Horta: Matilde Salvador i Segarra, compositora i pintora valenciana (n. 1918).[48]
- 16 d'octubre, Suffolk, Anglaterra: Deborah Kerr, actriu britànica, cèlebre en el cinema de Hollywood dels anys 50 (n. 1921).[49]
- 22 d'octubre, París: Ève Curie, escriptora, periodista, diplomàtica francesa (n. 1904).[50]
- 30 d'octubre, Barcelona: Albert Musons, periodista i polític gracienc.
- 31 d'octubre, Palamós, Baix Empordà): Modest Cuixart i Tàpies, pintor català (n. 1925).
- 7 de novembre, Lleida: Agnès Gregori Prunera, atleta catalana, pionera de l'esport lleidatà (n. 1910).[51]
- 17 de novembre, Barcelona: Gregorio López Raimundo, polític d'esquerres català d'origen aragonès (n. 1914).
- 23 de novembre, 
  - Vilassar de Dalt, Maresme: Mercè Bruquetas, actriu catalana.[52]
  - Barcelona: Paco Candel, escriptor i periodista valencià (n. 1925).
- 26 de novembre, Castelló: Manuel Badenes Calduch, futbolista valencià (n. 1928).
- 30 de novembre, Barcelona: Albert Dueso, actor de teatre i de cinema català, n. 1952
- 7 de desembre, Barcelona: Sebastià Sorribas i Roig, escriptor barceloní.
- 24 de desembre, Palma, Mallorca: Antònia Buades Vallespir, Madò Buades, cantadora i folklorista mallorquina (n.1911).[53]
- 28 de desembre, Barcelona: Claude Collet, pintora, dibuixant i gravadora suïssa que visqué a Barcelona (n. 1929).[54]
- Carles Madirolas, polifacètic artista plàstic

Resta del món
- 8 de gener, Woodland Hills, Los Angeles, EUA: Yvonne De Carlo, actriu canadenca de cinema i televisió (n. 1922).[55]
- 12 de gener, Detroit, EUA: Alice Coltrane, música nord-americana (n. 1937).[56]
- 23 de gener, Varsòvia, Polònia: Ryszard Kapuscinski, periodista, escriptor i assagista polonès.
- 7 de febrer, Drexel Hill, Pennsilvània (EUA): Alan MacDiarmid, químic estatunidenc d'origen neozelandès, Premi Nobel de Química de l'any 2000 (n. 1927).
- 8 de febrer, Hollywood (Florida), EUA: Anna Nicole Smith, model estatunidenca.
- 11 de febrer, Österskär, Suècia: Marianne Fredriksson, escriptora i periodista sueca (n. 1927).[57]
- 13 de febrer, Perth, Austràlia: Elizabeth Jolley, novel·lista anglesa que visqué a Austràlia Occidental des de la dècada del 1950 (n. 1923).[58]
- 1 de març, París: Colette Brosset, actriu i guionista, ballarina i coreògrafa francesa, (n. 1922).[59]
- 4 de març, París, França: Henri Troyat, escriptor francès.
- 6 de març, París: Jean Baudrillard, sociòleg i filòsof francès.
- 17 de març, Oregon, EUA: John W. Backus, informàtic estatunidenc.
- 23 de març, Budapest, Hongria: Attila Kaszás, actor hongarès (n. 1960).
- 2 d'abril, Flagstaff, EUA: Henry Lee Giclas, astrònom estatunidenc.
- 3 d'abril, Birkenhead, Cheshire (Anglaterra): Marion Eames, novel·lista i productora de ràdio gal·lesa (n. 1921).[60]
- 5 d'abril, Rönninge, Suècia: Maria Gripe, escriptora sueca de literatura infantil (n. 1923).[61]
- 8 d'abril, Nova York: Sol LeWitt, artista nord-americà (n. 1928).
- 11 d'abril, Nova York (els EUA): Kurt Vonnegut, escriptor nord-americà (n. 1922).[62]
- 23 d'abril, Moscou, Rússia: Borís Ieltsin, polític rus, 1r primer president de la Federació Russa.
- 27 d'abril, Moscou, Rússia: Mstislav Rostropóvitx, considerat el millor violocel·lista de la seva generació. Premi Internacional Catalunya 1992 (n. 1927).[63]
- 3 de maig, San Diego, EUA: Walter Schirra, astronauta estatunidenc.
- 16 de maig, Londres: Mary Douglas, antropòloga britànica, coneguda pels seus treballs en cultura humana i simbolisme (n. 1921).[64]
- 18 de maig, Orsay, França: Pierre-Gilles de Gennes, físic francès, Premi Nobel de Física l'any 1991 (n. 1932).[65]
- 20 de maig, Barcelona: Creu Casas i Sicart, farmacèutica i primera dona a l'IEC (n. 1913).[66]
- 23 de maig: Aleksandr Dediuixko, actor
- 14 de juny, La Plata: Marta Alconada, integrant de Mares de Plaza de Mayo.[67]
- 18 de juny, L'Havana (Cuba): Vilma Espín Guillois, química i política cubana (n. 1930).[68]
- 19 de juny, Madrid, Espanya: "El Fary", cantant i compositor espanyol.
- 21 de juny, Santa Clarita, Mary Ellen Solt va ser una poetessa nord-americana
- 5 de juliol, París: Régine Crespin, soprano francesa (n. 1927).[69]
- 11 de juliol, Bogotà, Colòmbia: Alfonso López Michelsen, polític colombià, 32è president de Colòmbia.[70]
- 22 de juliol, Lilla, França: Jean Stablinski, ciclista francès d'origen polonès.
- 23 de juliol:
  - Kabul, Afganistan: Mohammed Zahir Shah, aristòcrata afganès, últim rei de l'Afganistan.[71]
  - Múnic (Alemanya): Ernst Otto Fischer, químic alemany, Premi Nobel de Química de l'any 1973 (n. 1918).[72]
- 30 de juliol, Roma, Itàlia: Michelangelo Antonioni, director de cinema italià.
- 30 de juliol, Fårö, Suècia: Ingmar Bergman, director de cinema suec.
- 27 d'agost, Madrid, Espanya: Emma Penella, actriu espanyola.[73]
- 28 d'agost, Boadilla del Monte, Espanya: Francisco Umbral, escriptor espanyol.
- 28 d'agost, Sevilla, Espanya: Antonio Puerta, jugador de futbol espanyol.
- 6 de setembre, 
  - Mòdena, Itàlia: Luciano Pavarotti, tenor italià (n. 1935).[74]
  - Slough: Eva Crane, investigadora de les abelles i eminent apicultora, a més de física i matemàtica (n. 1912).[75]
- 15 de setembre, Lanark, Escòcia: Colin McRae, pilot de ral·lis escocès (n. 1968).[76]
- 16 de setembre, Charleston (Carolina del Sud), EUA: Robert Jordan, escriptor estatunidenc.
- 20 de setembre: : Andrés Aubry, sociòleg i activista francés.
- 7 d'octubre: Georg Oddner, fotògraf suec.
- 26 d'octubre, Stanford, Califòrnia (EUA): Arthur Kornberg, bioquímic i metge estatunidenc, Premi Nobel de Medicina o Fisiologia de l'any 1959 (n. 1918).
- 27 d'octubre, Saragossa: María Braña de Diego, arqueòloga, mestra i conservadora de museus espanyola.[77]
- 1 de novembre, Columbus, EUA: Paul Tibbets, general estatunidenc, pilot de l'Enola Gay.
- 3 de novembre: Aleksandr Dediuixko, actor
- 9 de novembre, Caracas, Veneçuela: Luis Herrera Campins, polític veneçolà, 56è president de Veneçuela.[78]
- 13 de novembre, Ciutat Quezon, Filipines: Wahab Akbar, polític filipí.[79]
- 19 de novembre, Budapest: Magda Szabó, escriptora hongaresa, una de les millors novel·listes en llengua hongaresa (n. 1917).[80]
- 21 de novembre, Madrid, Espanya: Fernando Fernán Gómez, actor, director i guionista espanyol.
- 28 de novembre, Ottobrunn, Alemanya: Elly Beinhorn, aviadora alemanya pionera (n. 1907).[81]
- 1 de desembre, Amsterdam: Elizabeth Françoise Eybers, escriptora sud-africana, primera poeta en llengua afrikaans (n. 1915).[82]
- 5 de desembre, Kürten, land de Rin del Nord-Westfàlia, Alemanya: Karlheinz Stockhausen, compositor alemany (n. 1928).[83]
- 27 de desembre, Rāwalpindi, Pakistan: Benazir Bhutto, política pakistanesa, primera ministra del Pakistan, assassinada durant la campanya electoral.[84]
- França: Driss Chraïbi, escriptor.

## 2007 en la ficció
En Adrenalina (1996), el món està assolat per una pandèmia.